# Yahuar Huacac
Yahuar Huacac (Cusco, 1380 – Cusco, 1400) è stato un sovrano dell'epoca protostorica della etnia degli Inca. I dati riguardanti la sua vita sono stati raccolti dai cronisti spagnoli, direttamente dai suoi discendenti, dopo la conquista dell'impero andino.

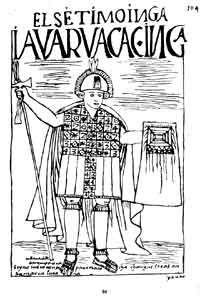
Immagine di Yahuar Huacac secondo Guaman Poma di Ayala.

È il settimo sovrano, in assoluto, della dinastia inca iniziata con Manco Capac e il secondo della casata Hanan-Cuzco giunta al potere con Inca Roca.

## Significato del nome Yahuar Huacac
Il suo di nome di nascita era Tito Cusi Huallpa, ma il principe aveva adottato in seguito quello di Yahuar Huacac che, in lingua quechua, significa "colui che piange sangue", un vero e proprio nome più che un epiteto, sulla cui origine esistono versioni contrastanti.
Secondo alcuni historiadores sarebbe dovuto ad una malattia agli occhi che avrebbe avuto fin dalla nascita, o che lo avrebbe colpito in tenera età, ma questa ipotesi è poco credibile conoscendo la predisposizione degli Inca a scegliere il futuro sovrano tra i candidati al regno più dotati, anche fisicamente.
Tra l'altro, Inca Roca, suo padre, è ricordato per aver lasciato un numero rilevante di figli, alcuni dei quali famosi per le virtù militari.
Più aderente alla realtà appare la versione che lega questa caratteristica di Yahuar Huacac ad un episodio specifico, estraneo a forme di menomazioni permanenti.
Secondo questa leggenda, narrata nei minimi particolari da Sarmiento de Gamboa, il principe sarebbe stato rapito e, quando era sul punto di essere ucciso, l'emozione gli avrebbe provocato un pianto copioso le cui lacrime erano appunto gocce di sangue. Il fatto straordinario avrebbe impressionato i suoi nemici che ritenendolo un segno del cielo lo avrebbero restituito ai suoi genitori. 

## Scarsità di notizie su Yahuar Huacac
Mentre la sua infanzia, in virtù di questa leggenda, è ben documentata, sulla sua vita abbiamo pochissimi particolari. L'ignoranza sulle vicende che lo riguardano non è dovuta al disinteresse dei cronachisti spagnoli perché alcuni, come Cabello de Balboa, si sono premurati di chiarire che la mancanza di notizie era dovuta all'assenza di fatti importanti da tramandare.
L'unica eccezione è rappresentata da un breve accenno di Sarmiento de Gamboa su una congiura che avrebbe avuto come obiettivo l'erede designato di Yahuar Huacac e che, di fatto, sarebbe terminata con l'uccisione del giovane inca.
Sembrerebbe che la storia di Yahuar Huacac sia stata ignorata da quella ufficiale, secondo quel procedimento di cancellazione dei fatti ritenuti incomodi che gli Inca adoperavano per mantenere la propria immagine incontaminata.
In effetti sopravvivono, nella storia di questo sovrano, soltanto le notizie relative alla sua fanciullezza e alla sua morte, le prime legate a quelle sulla vita di Inca Roca, suo padre e le ultime connesse con le vicende del suo successore.
In pratica sono stati tramandati soltanto i fatti che non potevano essere ignorati senza recare pregiudizio all'Inca precedente e a quello successivo.
Anche gli spagnoli si avvidero di questa anomalia e cercarono di dare una spiegazione del fenomeno. Il padre Bernabe Cobo lo attribuisce alla scarsa stima che il sovrano aveva tra i suoi sudditi che lo ritenevano poco coraggioso, una ben grave accusa per un sovrano inca.

## Leggende sulla morte di Yahuar Huacac
Anche la morte di Yahuar Huacac sarebbe destinata a rimanere nel mistero se non fosse per l'opera di Cieza de León. Lo scrittore soldato, che tante volte ha dimostrato la sua capacità di salvare dall'oblio fatti e vicende rimasti sconosciuti agli altri autori, ci ha tramandato una viva descrizione degli ultimi giorni di questo sovrano.
Il suo racconto ricostruisce la serie di guerre che Yahuar Huacac avrebbe intrapreso coinvolgendo i suoi sudditi in una violenta espansione a scapito dei suoi vicini.
La sua azione avrebbe particolarmente allarmato i suoi alleati che temevano di essere fagocitati dal bellicoso popolo del Cuzco.
Tra questi, le genti del Condesuyo decisero di agire prima che fosse troppo tardi. Convocati nella capitale, in vista di un'ennesima campagna, infiltrarono un traditore nella guardia imperiale. Costui, giunto a tiro del sovrano, lo assalì improvvisamente assestandogli sul capo un colpo di mazza. Mortalmente ferito, l'Inca cercò di rifugiarsi nel tempio di Indicancha, ma inseguito dai suoi nemici, fu finito malgrado l'estremo tentativo di difesa dei sacerdoti presenti. 
L'orrore percorse il Cusco mentre i soldati nemici si preparavano al saccheggio. 
La costernazione si tramutò presto in ira e le strade della città divennero teatro di una mischia furibonda. Gli Inca, colti di sorpresa, si trovarono in serie difficoltà, ma una grandinata, particolarmente violenta, frastornò gli assalitori che dovettero abbandonare le loro speranze di conquista.
L'insperato esito del frangente non valse però a far dimenticare agli Inca il pericolo corso che addebitarono all'insipienza del loro sovrano. Yahuar Huacac venne sepolto senza alcuna cerimonia solenne e nessuna statua venne eretta in suo onore contrariamente alla tradizione.
Questo evento adombra, forse, un tentativo della casata Hurin-Cuzco di riguadagnare gli onori perduti e potrebbe spiegare le manovre che si attueranno nella successiva lotta di successione, ma, in mancanza di seri elementi, dobbiamo riconoscere che queste sono solo delle ipotesi.

## Famiglia di Yahuar Huacac
Il nome della panaca di Yahuar Huapac è incondizionatamente quello di Aucaylli panaca "Auca ayllu panaca". Malgrado l'ostracismo deputato al sovrano fondatore i suoi discendenti erano ben presenti all'arrivo degli Spagnoli e, molti di loro, si presentarono a testimoniare sulla storia degli Inca in occasione della stesura delle Informaciones rese a Francisco de Toledo.
Come spesso si riscontra dall'esame delle cronache dell'epoca il nome della moglie e quello dei figli di questo sovrano sono variamente riportati dagli autori spagnoli.
Il corpo di Yahuar Huacac non venne mai scoperto e questo avvalora la tesi di un voluto oblio nei suoi confronti.